# Base Filchner
La Base Filchner (en alemán: Filchner-Station) fue una estación de investigación de verano de Alemania ubicada en la barrera de hielo Filchner-Ronne sobre el mar de Weddell en la Antártida. Fue inaugurada en 1982 y nombrada en homenaje al geógrafo y explorador alemán Wilhelm Filchner (1877-1957), líder de la 2.° Expedición Alemana al Polo Sur (1911-1912). 

## Investigaciones
Los contenedores habitables de la base podían acomodar a doce científicos e ingenieros, y a causa de las nevadas las columnas que los sostenías debieron ser elevadas cada dos o tres años en alrededor de un metro cada vez. La posición de la estación cambió constantemente, derivando hacia el noreste unos 1000 metros por año a causa del movimiento de la barrera de hielo.
La estación sirvió como base para las investigaciones glaciológicas y geofísicas del Filchner-Ronne Shelf Ice Programme (FRISP) del Instituto Alfred Wegener de Investigación Polar y Marina. La investigación se centró en las características de flujo de la plataforma de hielo, las sustancias atmosféricas que se incorporan al hielo, y las interacciones entre el mar y la barrera de hielo. Desde 1990 se incorporó una estación meteorológica automática en las cercanías de la base, que operaba anualmente midiendo y transmitiendo los datos de la presión atmosférica, la temperatura, velocidad y dirección del viento.

## Rescate de la base
El 13 de octubre de 1998 se separaron de la barrera de hielo varios miles de kilómetros cuadrados formando el iceberg A-38, dentro del cual salió a la deriva la Base Filchner. En una operación de rescate en febrero de 1999, la totalidad de la base fue desmantelada por medio del rompehielos RV Polarstern y transportada a tierra. La remoción de las 170 toneladas de la base se realizó en 10 días.
Los contenedores de la base fueron reutilizados después de su modernización en el interior de la Antártida, inaugurándose el 11 de enero de 2001 la Estación Kohnen. 